# Dereita Galeguista
Dereita Galeguista (Derecha Galleguista en español) fue un partido galleguista de derechas activo durante los últimos meses de la Segunda República Española.
El origen de este partido de vida efímera fue la oposición de los sectores católicos del Partido Galeguista (P.G.) a los posibles pactos con la izquierda. En mayo de 1935, un grupo de militantes del Partido Galeguista de Pontevedra encabezados por Xosé Filgueira Valverde se fueron del partido como protesta por la política de pactos con la izquierda, y crearon una nueva organización conocida como Dereita Galeguista. En febrero de 1936, y ante la incorporación formal del Partido Galeguista al Frente Popular, Vicente Risco y siete afiliados de relevancia de Orense dejaron el PG, y en Santiago de Compostela se les unió  Mosquera Pérez y Manuel Beiras. En su manifiesto fundacional se declararon progresistas, demócratas, republicanos, cooperativistas y de corte socialcristiano.
Tras el comienzo de la Guerra Civil, Vicente Risco y algunos otros militantes se adhirieron al régimen franquista, por su tradición familiar católica.
- Datos: Q3327693